# كاتيرينا كازيلي
كاتيرينا كازيلي (Caterina Caselli) (ساسوولو، 10 أبريل، 1946) مغنية ممثلة إيطالية سابقة ومنتجة موسيقية حالياً .
كانت لها شعبية كبيرة خصوصاً في الستينات .
اشتركت في عام 1965 لأول مرة في مهرجان سان ريمو بأغنية رفضها أدريانو تشيلنتانو ، وحققت بها نجاحاً كبيراً.

## روابط خارجية
- كاتيرينا كازيلي على موقع IMDb (الإنجليزية)
- كاتيرينا كازيلي على موقع ميوزك برينز (الإنجليزية)
- كاتيرينا كازيلي على موقع ديسكوغز (الإنجليزية)
- كاتيرينا كازيلي على موقع قاعدة بيانات الفيلم (الإنجليزية)